# Mermiria texana

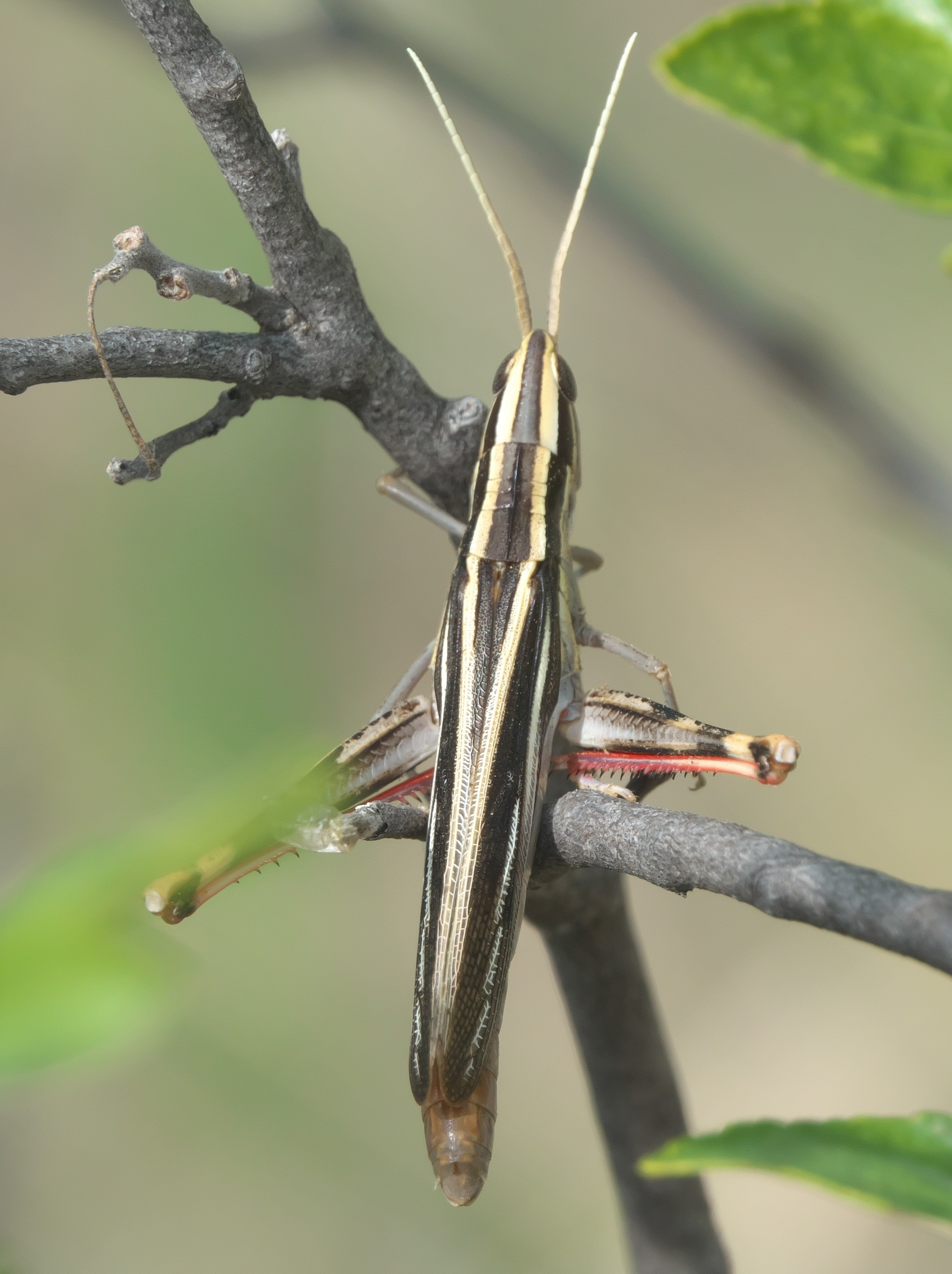
En Mermiria texana

Mermiria texana är en insektsart som beskrevs av Bruner, L. 1889. Mermiria texana ingår i släktet Mermiria och familjen gräshoppor. Inga underarter finns listade i Catalogue of Life.